# Уклета (филм)
Уклета (енгл. Cursed) амерички је хорор филм из 2005. године, од режисера Веса Крејвена и сценаристе Кевина Вилијамсона, са Кристином Ричи, Џесијем Ајзенбергом, Џошуом Џексоном, Џуди Грир, Мајлом Вентимилијом, Поршом де Роси, Шенон Елизабет и Мајом Харисон у главним улогама. Радња прати брата и сестру, које напада вукодлак, након чега они почињу да се претварају у једног од њих.
Иако је првобитно био најављен за 2003. годину, филм је прошао кроз продукцијске пакао који је трајао читаве две године, да би коначно био објављен 25. фебруара 2005, у дистрибуцији продукцијских кућа Miramax и Buena Vista International. Разлог за то је константно инсистирање продуцената Боба и Харвија Вајнстина на изменама сценарија и поновним снимањима, како би филм био рангиран као PG-13. Ово је проузроковало да бројни ликови буду у потпуности избрисани из крајње верзије филма, иако су глумци који их тумаче завршили снимање својих сцена. Такође, практични ефекти Рика Бејкера били су у потпуности замењени CGI ефектима.
Упркос високом буџету, филм је остварио катастрофалан неуспех на благајнама и добио негативне оцене критичара. Сам Вес Крејвен је био веома разочаран крајњим резултатом. Након што је, у октобру 2018, студио Bloody Disgusting пренео вест да оригинални снимци филма и даље постоје, покренута је кампања да се објави Крејвенова верзија филма. Монтажер Патрик Лузијер је у јулу 2021. изјавио да је ово тешко изводљиво пошто Крејвен никада није снимио крај своје верзије.

## Радња
Враћајући се кући Булеваром звезда, брат и сестра, Џими и Ели Мајерс, имају саобраћајну несрећу, у којој ударају у непознату животињу и ауто из супротне траке. Док покушавају да помогну жени коју су ударили, животиња налик на вука или великог пса се појављује и убија је, док њих двоје уједа. Џими и Ели убрзо схватају да их је ујео вукодлак и да проклетство могу прекинути једино ако га пронађу и убију.

## Улоге
| Глумац            | Улога       |
| ----------------- | ----------- |
| Кристина Ричи     | Ели Мајерс  |
| Џеси Ајзенберг    | Џими Мајерс |
| Џошуа Џексон      | Џејк Тејлор |
| Џуди Грир         | Џоани       |
| Мајло Вентимилија | Бо          |
| Кристина Анапу    | Брук        |
| Порша де Роси     | Зела        |
| Шенон Елизабет    | Беки Мортон |
| Маја Харисон      | Џени Тејт   |
| Мајкл Розенбаум   | Кајл        |
| Ерик Ладин        | Луи         |
| Мишел Крусијец    | колегиница  |
| Ник Оферман       | полицајац   |
| Дерек Мирс        | вукодлак    |
| Скот Бајо         | самог себе  |
| Крејг Килборн     | самог себе  |
| Ленс Бас          | самог себе  |
| Bowling for Soup  | сами себе   |
| Солар             | пас Зипер   |

Скит Улрих, који је претходно сарађивао са Крејвеном и Вилијамсоном на филму Врисак (1996), тумачио је једну од главних улога, али је након бројних измена и поновних снимања његов лик у потпуности уклоњен, а све сцене у којима се појављивао су избрисане. Слична ситуација десила се и са ликовима које су тумачили Џејмс Бролин, Омар Епс, Кори Фелдман и Хедер Лангенкамп, која је сарађивала са Крејвеном на филмовима Страва у Улици брестова (1984), Шокер (1989) и Страва у Улици брестова 7: Нови и последњи кошмар (1994).